# RMS Queen Elizabeth 2
«Куїн Елізабет 2» (англ. «RMS Queen Elizabeth 2», QE2) — океанський лайнер, котрий протягом 35 років був флагманом британського пароплавства «Кунарда Лайн», поки в 2004 році його не змінив Куїн Мері 2. Портом приписки «Куїн Елізабет 2» був англійський Саутгемптон. Судно було названо на честь англійської королеви Єлизавети II. Тепер «Куїн Елізабет 2» вже тривалий час стоїть в Дубаї і подальша доля судна стає все більш незрозумілою.

## Історія створення
Зміни у пасажиропотоках не пройшли повз увагу «Кунард Лайн». Були пропозиції замість одного «Ку 3» збудувати два менших, та поступово почала окреслюватись нова концепція майбутнього судна, що отримало індекс — «Ку 4», і було більш пристосоване до сучасних умов. Трикласне судно вимагало дублювання багатьох систем, приміщень, збільшення екіпажу, і тому двокласне судно було б більше відповідним добі. Однак і це було непросто. Крім цього, швидкість судна повинна була відповідати обох «королев» («Юнайтед Стейтс» та «Франс»), а габарити — дозволяти користуватись Панамським каналом, входом та виходом до із Саутгемптона без очікування на приплив. Висоти щогл та комина не повинні перешкоджати проходу під мостами певних портів. Щодо фінансового боку справи, то уряд обіцяв кредит на 80 % вартості судна. На цей час змінилось керівництво «Кунард Лайн» — на чолі став Безіл Смалпайс, в минулому голова авіакомпанії БОАК. Свою діяльність він розпочав із переносу дирекції із Ліверпуля до Саутгемптона та набору нових спеціалістів. Попереднє опрацювання проекту почали у 1964 році і спочатку затвердили концепцію трикласного судна. Але й на цьому етапі були вже зламані певні традиції: їдальні розташовували високо, в передній частині надбудови з широким оглядом навколишнього простору через великі вікна. Це вивільнило місце у корпусі для більшого числа кают.
Угода про будівництво «Ку 4» була укладена 30 грудня 1964 року із корабельнею «Джон Браун» (пізніше «Аппер Клайд Шіпбілдерс»). Одночасно у Національній Фізичній Лабораторії вели широкі дослідження форми корпусу. З 12 моделей обрали одну — з бульбом у носовій частині, що дозволило зменшити необхідну потужність на 10000 к.с. Офіційна закладка корпусу № 736 відбулась 4 липня 1965 року. Цей день був вибраний не випадково — по-перше, це день національного свята США «День незалежності» і 125 річниця приходу до Бостона першого судна Кунарда «Британія». З нагоди закінчення цього рейсу пасажири подарували капітану судна срібний кубок, що, як і модель «Британії», знайшов згодом своє місце в їдальні нового лайнера.
Майже одночасно створено своєрідний штаб з розробки проекту, до якого увійшли — Ден Уоллес, головний інженер Кунарда, та Том Кемін, директор машинобудівної частини корабельні, дизайнери Джейс Гарднер (розробка екстер'єру) та Деніс Ленон (внутрішні приміщення та комунікації). Двоє останніх були радниками комісії, що затверджувала всі проектні рішення. Планування приміщень було особливо важливим для судна, яке мало широко використовуватись у круїзних рейсах, коли немає поділу на класи і не повинно бути обмежень на користування громадськими приміщеннями. Згодом до них приєднались відомі спеціалісти з інтер'єрів як Йон Банненберг, Міша Блек та інші.

## Характеристика судна
Двовальна паротурбінна установка, загальною потужністю 110000 к.с., вибрана за участю концерну Паметрада, була розрахована на 30-вузлову швидкість при експлуатації на лінії та на 20-вузлову під час круїзів. Кожен з валів обертав із швидкістю 174 оберти на хвилину шестилопатевий гвинт діаметром 5,8 м і вагою 31,5 т. В корму від міделя розташоване машинне відділення з турбінами та трубозубчатими агрегатами. Перед ним — котельне відділення із трьома котлами (на «Куїн Мері» було 24), що забезпечували по 140 т пари на годину при тиску 62 кг/см² і температурі 520 °C. Ще далі в ніс — машинне відділення допоміжних механізмів, серед яких три турбогенератори потужністю по 5500 кВт кожен. По обох бортах цього відділення розташовано пару стабілізаторів хитавиці, другу пару — в носовій частині машинного відділення. Стабілізатори можуть працювати всі разом або попарно, реагують на плавну або раптову хитавицю, швидкість та прискорення судна. В носовій частині — два підстерновуючих пристрої потужністю по 1000 кВт кожен із діаметром гвинта 1,95 м.
Корпус поділений 15 водощільними переділками, що забезпечують двовідсікову непотоплюваність. Носова частина корпусу та надбудови підкріплені щоб зменшити вплив важких зимових штормів Північної Атлантики. Заощадження на вазі силової установки, застосування 1200 т алюмінієвих сплавів для надбудови і рубок (секції вагою до 15 т), менша кількість палива — 520 т на добу — і води для котлів забезпечило углибку меншу на 2 м порівняно із «королевами», а це, в свою чергу, — можливість заходити до багатьох портів світу. Поперечна система набору була застосована для нижньої частини корпусу, поздовжня — для верхніх палуб. Корпус був повністю зварний, крім кількох клепаних швів. Складали його із секцій вагою до 40 т, однак були й важчі елементи — виливаний із сталі ахтерштевень важив 65 т, кронштейн валів — 65 т, стерно було ще важче — 75 т.
Контроль за численними приміщеннями судна вели із аварійного посту з цілодобовим чергуванням, в центі якого розташували ілюміновану схему судна. З головного контрольного центру вели спостереження за роботою машин, котлів, кондиціонерів, стабілізаторів, підстерновуючих пристроїв, допоміжних механізмів, провадили розподіл електроенергії. Турбінний пост використовували тільки на ходу, і під час стоянки він не працював. Вперше на цивільному судні встановили комп'ютер для реєстрації та контролю 3000 технічних, операційних, комерційних параметрів, включно із запасами харчів, води, запчастин. Завдяки цьому, а також за рахунок точнішого розрахунку курсу та швидкості, тільки на пальному заощаджували до 70 фунтів ст. на добу.
При детальній розробці проекту вдалось розташувати 13 палуб (на «королевах» було лише 12). Зрозуміло, що зайва палуба значно поліпшила можливості внутрішнього планування.
Кунард мав клопоти — «пасажири» були збиткові, страйк призвів до відміни 49 рейсів, втрачено значну частину вантажного флоту. Корабельня також мала труднощі і заявила, що не зможе вчасно виконати контракт. Це означало, що влітку 1968 року лайнер на лінію не вийде, а це гарантувало нові втрати. Д.Уоллес буквально боровся за двокласне судно і вимушену затримку використати для повного перепланування. Під час роботи на лінії певну кількість місць можна було виокремити для першого класу, в круїзних рейсах судно було б однокласним. А в цей час виведена із експлуатації Куїн Мері була продана до Каліфорнії, де за 64 млн доларів її перебудували на готель і музей. Куїн Елізабет, продана у квітні 1968 року на Схід, до Гонконгу, згоріла 9 січня 1972 року.
Час спуску наближався, йшлося до остаточного вибору назви. З пропонованих найбільш відомими стали Куїн Мері ІІ, Британія, Грейт Бритейн, Вільям Шекспір, Вінстон Черчілль. Все ж остаточно було вибрано назву Куїн Елізабет 2 — і не тому, що спуск на воду 20 вересня 1967 року пройшов у присутності королеви Єлизавети ІІ, а тому, що саме в цей період виводили з експлуатації Куїн Елізабет. Точилися розмови, як писати двійку — римською чи арабською, і остаточно зійшлись на останньому.
Розміри готового судна становили: довжина найбільша — 293,5 м, довжина між перпендикулярами — 269,8 м, ширина — 32,0 м, висота від кіля до основи комина — 40,87 м, висота комина — 20,5 м, висота до топу щогли — 62,5 м, углибка 9,9 м, місткість — 65853 брт.

## Інтер'єр
Цікаве планування та оформлення мали громадські та житлові приміщення. Крім згаданих відомих дизайнерів, до оформлення деяких приміщень були залучені й студенти, які самі виконали кілька композицій із шаруватого пластику. До речі, широке застосування цього матеріалу є характерним для судна. Але багато було й скла, килимів, металу у меблях та конструкціях.
Серед громадських приміщень варто, у першу чергу, відзначити ресторани: «Британія» на 815 місць, де встановлено модель першого кунардового судна; «Коламбія» на 500 місць, у якому встановлено згаданий вище кубок; нічний ресторан на 100 місць. У двоповерховій Королівській залі площею 1860 м² із танцмайданчиком могло розташуватись до 800 пасажирів, у театрі було 530 місць. Крім цього були: читальня, салон для бриджу, клуби для дітей і підлітків, галерея, перукарня, магазин, де можна було купити і зубну пасту, і ювелірні вироби вартістю до 3000 ф.ст., кав'ярня, клуб 736. Ці приміщення розташовано на трьох палубах — човновій, верхній, ютовій, що були одна під одною. Камбуз (кухня) площею 1600 м², розташований на ютовій палубі, був з'єднаний ескалаторами з вище розташованим рестораном «Британія». Значну увагу було приділено місцям відпочинку та спорту. Для пасажирів було обладнано два відкритих і два закритих басейни, спортмайданчики, захищені від вітру вітровідбивними стінками. Між щоглою та комином в сигнальній палубі був великий отвір для освітлення спортмайданчика для пасажирів туристського класу.
Каюти розміщувались нижче ютової палуби — з першої по п'яту, причому перший клас займав приміщення на палубах з першої по третю. Загальна кількість місць становила 1870, у разі необхідності це число можна було збільшити до 2025. До першого класу належали 219 кают, а 48 з них можна було об'єднати у дво- та трикімнатні. 687 кают із 1441 ліжком були стандартними. У цілому нижніх ліжок було 1847, верхніх — лише 178. 42 % ліжок були у внутрішніх каютах. Зате всі каюти мали санблоки та кондиціонування повітря. Кожен пасажир на QE2 мав на 52 % більше місця порівняно із пасажиром на «Куїн Елізабет».
Екіпаж у кількості 906 осіб розташовувався в окремих одно- та двомісних каютах і лише 15 % жили у чотиримісних. Для старшого командного складу їх проектували фахівці з інтер'єрів — ці каюти розташовані на спортивній палубі по обох кінцях спортмайданчика для туристського класу. До послуг екіпажу було чотири їдальні, п'ять салонів, кінотеатр, магазин, басейн (складаний і не завжди уживаний).

### Обладнання
Було встановлено 1300 телефонів, 1350 бортових ілюмінаторів та 577 вікон, 100 багажних візків, 22 ліфти (один з них — для автомобілів), два крани по 5 т. Три опріснювачі по 400 т води на добу кожен, 100 насосів, понад 300 електродвигунів.
Кітвове обладнання складалось із трьох основних та однієї кормової кітви вагою по 12,5 т, кітвових шпилів, розрахованих на зусилля у 60 т, причому кормовий був встановлений на палубі № 3. Причальне обладнання розташоване у носовій та кормовій частинах судна. Рятувальне обладнання складало чотири типи човнів із склопластику. Перший від носа — яскраво-червоного кольору, обладнаний двома дизелями по 36 к.с., радіостанцією, двома щоглами для антен та водометними рушіями. Його розміри становили 8,24х2,92х1,45 м, пасажиромісткість — 43 особи. Рятувальні човни на 150 осіб та баркаси на 140 мали однакові корпуси із розмірами 11,13х3,66х1,60 м і обладнані дизелями потужністю 36 к.с. Баркаси в носовій та кормовій частинах мали невеличкі рубки, простір між ними закривали знімним тентом. Катери для екскурсій, розраховані на 60-80 осіб кожен, мали 145-сильний дизель, сидіння літакового типу, два кокпіти. У центральному розміщувався пост стернового. Кожен човен по периметру мав гумовий привальний буртик (чорний). Завантажені човни та катери важили по 17 т і човнові балки для них повинні відповідати найвищим вимогам і дозволяли спускати човни при нахилі до 30°. Кожну пару балок обслуговувала окрема лебідка, розташована майже біля борту. Це дозволяло оператору наглядати за процесом спуску. В описах судна можна зустріти повідомлення про наявність 62 надувних плотів (кожен на 25 осіб) і розташованих у шести місцях та спеціальних кран-балок для їх спуску. На крилах містка було по пілорусу, а головний компас встановлений у кокпіті над стерновою рубкою.

## Випробування та експлуатація
На перші випробування QE2 вирушила 26 листопада 1968 року, і вже тоді було виявлено серйозні проблеми із роботою турбін та деякі інші дефекти. Вдруге випробування призначили на 17-18 грудня. Кунард Лайн відмовився приймати судно і 23 грудня корабельня відправила його із 1300 своїми співробітниками в круїз на Канарські острови. 2 січня після ремонту QE2 вирушила до Саутгемптона, однак недоліки продовжували виявлятись, і Кунард Лайн знову відмовився від приймання судна. Цей акт відбувся лише 18 квітня коштом додаткових 10 млн доларів зверх 80 млн, що були витрачені перед тим. Акту передачі передували багатоденні з 1 по 8 квітня випробування. Результати виявились напрочуд непоганими — 31,1 вузла протягом 24 годин при потужності 94000 к.с., пізніше досягли 32,66 вузла протягом 6 годин і при потужності 110000 к.с. Середня швидкість за 8 діб становила 29 вузлів. Перший рейс був призначений на 2 травня.
Хвиля відвідувачів заполонила лайнер у Нью-Йорку — новий лайнер виявився дійсно новим, не схожим ані екстер'єром, ані розв'язанням приміщень на якийсь інший, хоча були й такі, що сумували за дерев'яними панелями, котрі так нагадували старі імперські часи.
Рейсами лайнера сполучали Саутгемптон, Шербур та Нью-Йорк. У 1969 році їх відбулось 29. Пізніше рейси QE2 скоординували із рейсами «Франс». У 1970 році пасажирські судна перевезли через Атлантику лише 3 відсотки пасажирів, що подорожували між обома материками. Зимовими місяцями організовували круїзи. Найбільш вдалим вважають чартерний рейс для організації молодих президентів — Саутгемптон — Середземне море, під час якого президентам своє вміння демонстрували 26 винищувачів з авіаносця «Джон Ф. Кеннеді». У вересні 1973 року почали підготовку до навколосвітньої подорожі, запланованої на січень 1975 року. Вона відбувалась протягом 92 днів з 1000 пасажирів, ще 420 приєдналось по дорозі. Максимальна ціна квитка піднялась до 97000 доларів, зате подорожуючі були разом із обслуговчим персоналом і кухарями із судна «Франс», яке у той час вже було на припоні.
Проте були і не зовсім святкові круїзи. у 1971 році «Кунард Лайн» був уже частиною концерну «Трафальгар Хауз Інвестмент», моряки з QE2 рятували пасажирів палаючого французького лайнера «Антіль» у Карибському морі. Наступного року, після шаленого шторму 17-19 квітня, коли швидкість вітру перевищувала 160 км/год., а хвилі сягали 15 м висоти, пасажири отримали навіть спеціальний сертифікат. Іншого разу 350000 ф.ст. втратили через такий собі жарт — «бомба на судні». Експерти військово-повітряних сил приводнились на парашутах поблизу лайнера та піднялись на борт за 18 хвилин до призначеного терміну вибуху. Звичайно, пасажирів довелось переправляти на інше судно. 1 квітня 1974 року, маючи на борту 1654 пасажири, QE2 втратила хід — мастило потрапило у воду для котлів. Знову довелось пасажирів пересаджувати на інше судно — спеціально зафрахтований на 40 годин «Сі Венчур», який переправив їх на Багамські острови. Це коштувало 250 тис. доларів. Кошт переправи з островів у Нью-Йорк становив 1,3 млн доларів, і ще половина цієї суми пішла на відшкодування за зірваний великодній круїз.
Власники не знали що робити. Однак QE2 знову врятували — вони бажали… ризикувати. Цього довго не довелось чекати — наприкінці жовтня лайнер кинуло у Шербурі на причал. Результат — 15 метровий розрив уздовж корпусу. Різдвяний круїз 1974-75 років було зірвано, цього разу через рифи. 23 липня 1976 року, коли судно перебувало у Східній Атлантиці, виникла пожежа в машинному відділені, і лайнер був змушений повернутись до Саутгемптона.
Кошти експлуатації зростали. З 1974 року різко підняли ціни на паливо. Через кілька років вартість експлуатації сягнула 80 тис. доларів. Екіпаж, що складався з англійців, теж вимагав доброї платні, і тому не дивно, що у 1982 році лайнер бере участь у Фолклендській війні як транспорт на 3000 осіб — уряд виклав за кожну добу по 225000 доларів. Аргентинці заповзялись потопити QE2, але не встигли, і у серпні лайнер знов повернувся на шляхи Північної Атлантики. У цей час було рішуче змінено пофарбування судна. Чорний корпус став світло-сірим, а комин — жовтогарячим, точніше, червоним, характерним для кунардівських суден. Це збережено й надалі, а корпус з 1983 року знову став чорним.
У 1984 році лайнеру виповнилось п'ятнадцять років, і в цей момент було вирішено подовжити життя останнього суперлайнера, що продовжував підтримувати трансатлантичну лінію. Це було розумне рішення, адже будова меншого коштувала б 150 млн доларів, а такого ж як QE2 — 350 млн доларів. Обрали інший шлях — перебудову.

### Реконструкція
Під час першої реконструкції була збудована спортпалуба (позаду щогли), а вище неї влаштували каюти з лоджіями. Чисельність пасажирів у круїзах збільшилась до 1740, а у двокласному варіанті до 1827. Друга перебудова протягом 179 днів взимку 1986-87 років відбулась у корабельні Ллойд-Верфт, що вже тоді мала величезний досвід у перебудовах пасажирських суден. З 1972 року і до нашого часу близько ста суден були ґрунтовно модернізовані. Перші два візити QE2 були досить короткими — 16 діб у 1983 році та 12 діб у 1984 році. Третій був значно довший — з 26 жовтня 1986 року по 24 квітня наступного. Обсяг перебудови був величезний. Варто лише зазначити, що паротурбінну установку замінили на дизельно-електричну потужністю 130000 к.с., перепланували громадські приміщення, було повністю забудовано сигнальну палубу, зроблено новий ширший комин, замість магазинів влаштували каюти, додано два катери, встановлено нові гвинти діаметром 5,8 м із п'ятьма шаблеподібними лопатями, за якими встановили контрпропелери діаметром 6,7 м, що мали підвищити ККД гвинтів. Однак на практиці це не підтвердилось. Водотоннажність лайнера становила 49668 т при углибці 9,906 м. Кількість пасажирів майже не змінилась — 1870, екіпаж збільшено — 1015. На випробуваннях, проведених після перебудови, максимальна швидкість становила: на передньому ходу — 33,8 вузла, на задньому ходу — 19.
Останнім часом QE2 використовують суто для круїзів. Спеціальні готелі, шампанське та багато чого іншого заохочують подорожувати саме цим видатним судном.
Черговий ремонт QE2 відбувся у тій же корабельні і був коротким — з 23 по 31 липня 1988 року, а наступний — у 1994 році на корабельні «Блом унд Фосс».
18 червня 2007 року було оголошено, що Кунард QE2 був придбаний в Дубаї інвестиційною компанією Istithmar за $ 100 млн. Її вихід на пенсію частково був вимушеним, у зв'язку наближення реалізації в червні 2010 року в Міжнародній конвенції з охорони людського життя на морі (СОЛАС) правил, які змусили б реалізувати великі і дорогі структурні зміни на кораблі.